# MK 115
«MK 115» (нем. Maschinenkanone — автоматическая пушка) — немецкая 55-мм автоматическая безоткатная авиационная пушка, разработанная в конце Второй мировой войны. На вооружение не принималась и серийно не производилась.
Особенностью пушки стало размещение возвратной пружины. Из-за необходимости размещения сопла газоотводной трубки на одной прямой с каналом ствола пружину пришлось сдвинуть вниз относительно оси затвора. Основные элементы автоматики тоже размещались ниже каморы и затвора. В качестве боеприпаса был разработан 55-мм снаряд с частично сгорающей гильзой. Не сгорало только основание, которое в процессе стрельбы извлекалось и выбрасывалось. Автоматика работала за счёт отвода пороховых газов, питание было ленточным. Ствол был нарезной с шагом нарезов 8° 30'. В конце войны один прототип на позднем этапе разработки был захвачен американскими войсками.